# Kozlovice (Plzeň)
Kozlovice é uma comuna checa localizada na região de Plzeň, distrito de Plzeň-jih.